# Elia
Il profeta Elia (nome ebraico אֱלִיָּהוּ Eliyahu, che significa "il mio Dio è Yahweh") o Elias (in greco Ηλίας Elías o Ilias; siriaco: ܐܶܠܺܝܐܰ Elyāe; arabo: إلياس o إليا, Ilyās o Ilyā) della città di Tishbà nel paese di Galaad, e perciò detto anche il Tisbita, è una delle figure più rilevanti dell'Antico Testamento; le sue gesta sono narrate nei due "libri dei Re" della Bibbia.

## Racconto biblico

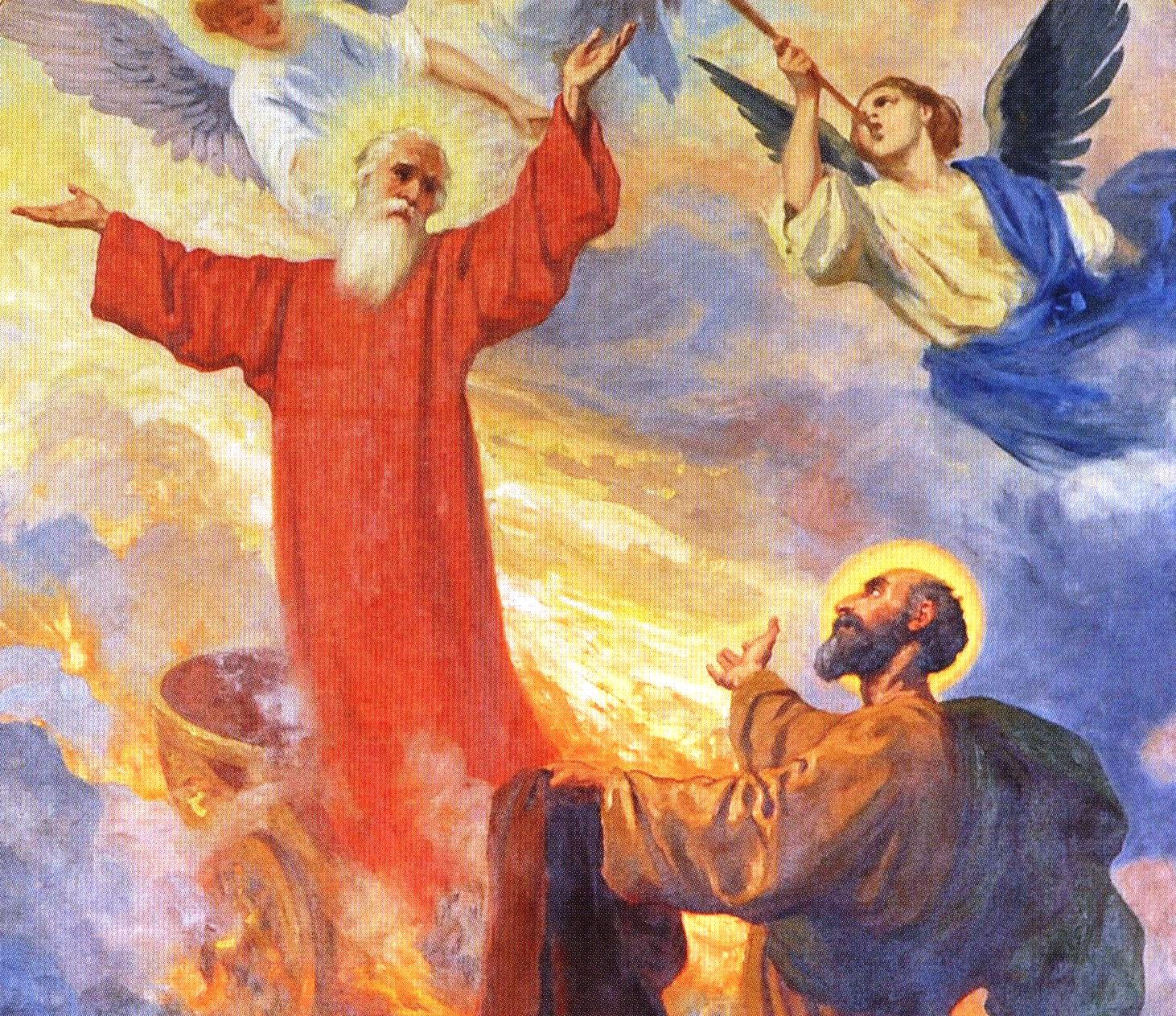
Il rapimento di Elia, di Duilio Corompai, 1934, chiesa parrocchiale di Tesero (particolare)

Secondo quanto si legge nei libri dei Re, Elia fu un grande profeta. Egli svolse la propria missione sotto il re Acab. Resuscitò il figlio della vedova di Sarepta, la quale lo ospitava durante una carestia.
Quando la regina Gezabele sterminò tutti i profeti di JHWH per instaurare il culto del solo dio Baal, restò l'ultimo fedele al Dio di Abramo, ma sfidò e vinse i 450 profeti del dio Baal sul monte Carmelo: qui, dopo che essi avevano pregato inutilmente il loro dio per tutto il giorno, dimostrò la potenza del Dio di Israele accendendo, con la preghiera, una pira di legna verde e bagnata. Dopodiché, presso il torrente Kison, scannò con l'aiuto del popolo tutti i 450 sacerdoti di Baal. Per sfuggire all'ira di Gezabele fuggì sul monte Oreb, dove parlò col Dio di Israele. Chiamò Eliseo a seguirlo e ad essere il suo successore. Infine, ascese verso il cielo con «un carro di fuoco e cavalli di fuoco» (2Re 2, 11). Egli dunque non avrebbe conosciuto la morte così come già il patriarca Enoch.
Secondo il racconto Biblico, Elia fece diversi miracoli, narrati nel 1 Re capitolo 17 dal versetto 4 al versetto 16  (moltiplicazione della farina e dell'olio), e dal versetto 17 al 24 (la Resurrezione del figlio della vedova).

## Nell'ebraismo
Il profeta Elia proviene dalla tribù di Beniamino. Egli ha una grande importanza nel sentimento religioso ebraico in quanto si ritiene che, come narra la Bibbia, non morto sia stato assunto in Cielo anima e corpo e di tanto in tanto ricompaia sulla terra "sotto mentite spoglie" per aiutare il popolo ebraico in difficoltà. Il profeta Malachia profetizzò che Elia tornerà prima del giorno del Signore dell'Era messianica: 
Nel giorno di Pasqua ebraica (cfr. Haggadah di Pesach e Seder), alcuni ebrei lasciano una coppa di vino dinanzi all'uscio o ad una finestra aperta, in attesa che Elia torni e festeggi con loro la liberazione. Molti i racconti Talmudici e Chassidici che narrano la rivelazione del profeta Elia nel corso della storia, manifestatosi a Maestri ebrei e ad appartenenti al popolo ebraico.
Durante la propria vita il profeta Elia si recò nella grotta dove già Mosè era stato (Talmud, Meghillah 19b).
Il profeta ebreo Elia è considerato Zaddiq e Chassid.
Per la tradizione ebraica, Elia sarebbe asceso al Cielo con un carro e poi trasformato in un essere angelico, ricevendo anche il compito di assistere al Brit milah degli appartenenti alla Religione ebraica. Nella Jewish Encyclopedia viene riferito che Moses Cordovero identificò quest'angelo con l'Arcangelo Sandalphon.

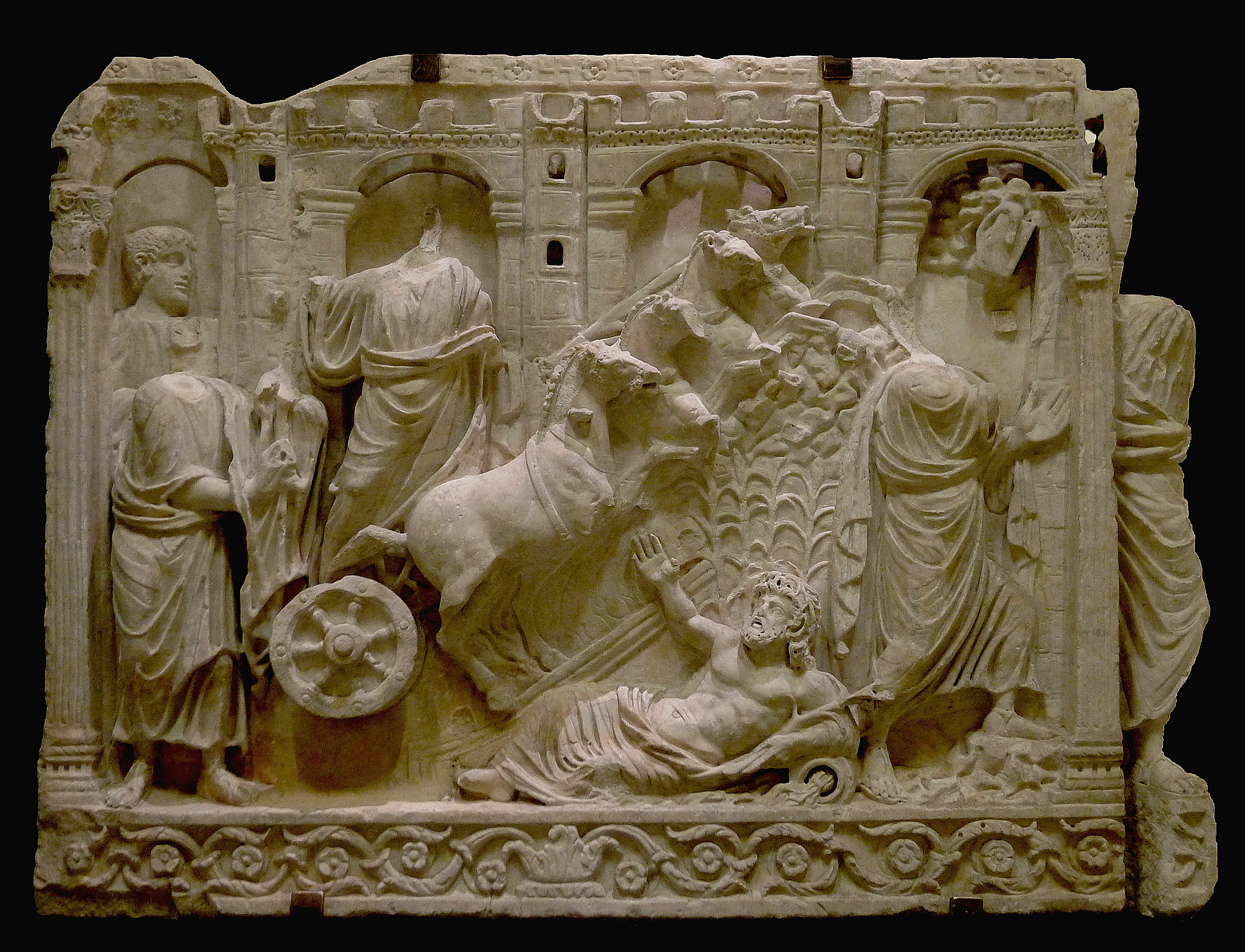
Elia sale al cielo lasciando il suo mantello al discepolo Eliseo; faccia laterale del sarcofago della traditio legis, Museo del Louvre.

Per la Chiesa cattolica, invece, non si tratterebbe (come nel caso di Enoch, antenato di Noè) di assunzione al cielo in anima e corpo come per Maria Vergine; mentre gli angeli sono tutt'altra sostanza, creati fin dall'inizio privi di corpo umano.

## Nel cristianesimo

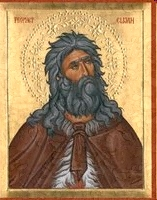
Icona moderna del santo.

Altro punto d'importante indagine e riflessione teologiche, pure per il Cristianesimo, è la particolare esperienza vissuta da Elia sull'Oreb.
Secondo la religione cristiana, la profezia di Malachia si è adempiuta in Giovanni il Battista. Inoltre Elia apparve con Mosè durante la trasfigurazione di Gesù, a rappresentare la continuità di Cristo con la legge (Mosè) ed i profeti (Elia, appunto).

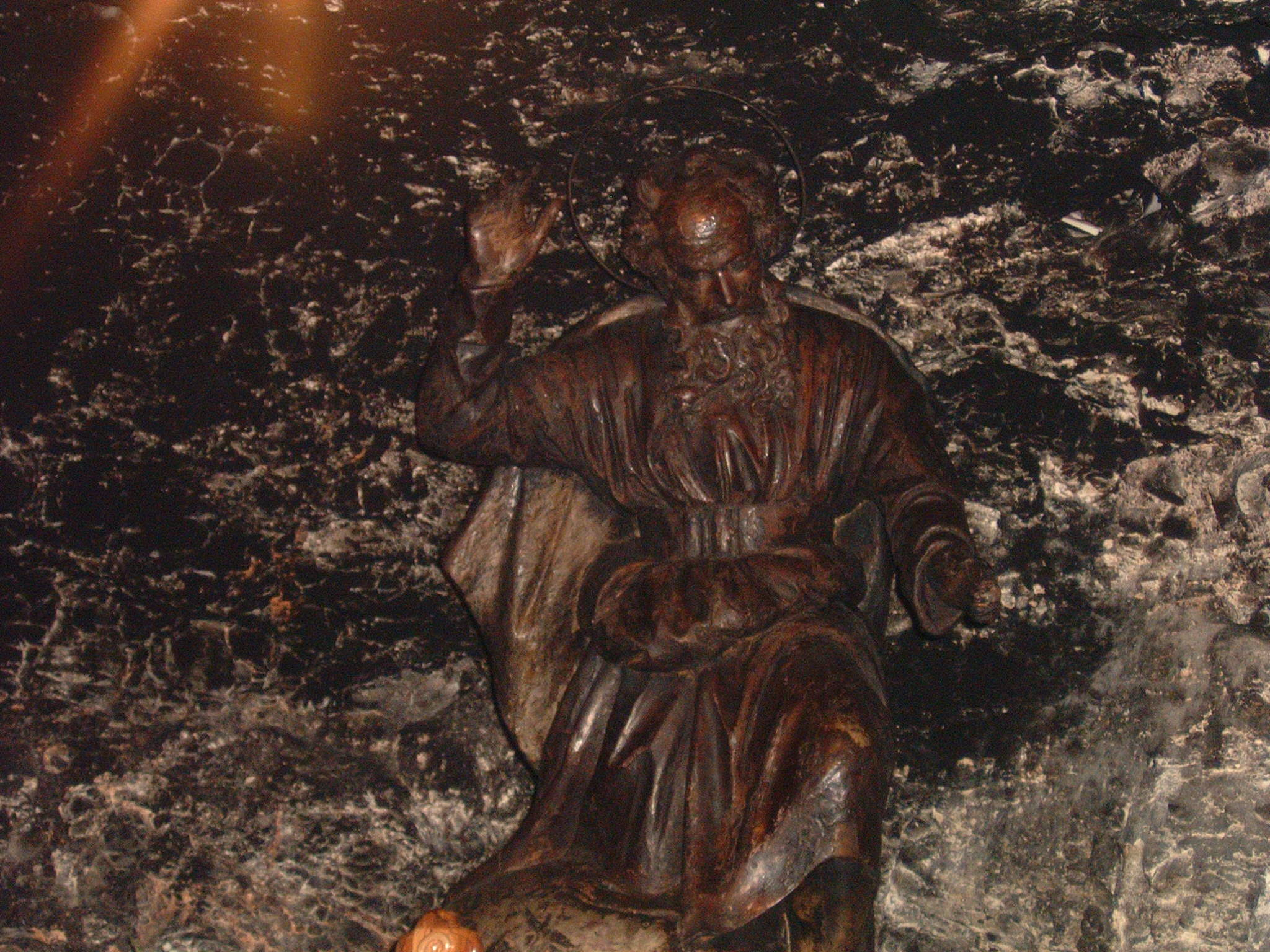
Statua di Elia nella grotta sul Monte Carmelo in cui secondo la tradizione visse.

Secondo i Vangeli, alcuni pensavano che Gesù fosse Elia ritornato (anche Gesù chiede agli apostoli: «La gente chi crede che io sia?» «La gente dice che tu sei Elia») o che lo chiamasse sulla Croce (mentre Egli, invece, invoca Dio).
Secondo un'interpretazione dell'Apocalisse (Ap 11,3-12) Elia sarebbe uno dei due testimoni mandati da Dio per opporsi all'Anticristo, e compirà la sua missione di profeta per 1260 giorni, dopo di che verrà ucciso. Ma la sua sarà solo una morte temporanea. Infatti dopo tre giorni e mezzo, il soffio del Signore lo farà rialzare, e salirà al cielo in una nube.
Nella tradizione cattolica è il modello dei contemplativi e dei monaci. L'ordine del Carmelo, sorto nei luoghi in cui Elia visse e svolse la sua missione, lo considera proprio padre e ispiratore.
Elia è il protettore contro i fulmini e i temporali, poiché nella Bibbia si dice di lui che era in grado di far discendere "il fuoco dal cielo". Inoltre, proprio per essere stato assunto in Cielo, è patrono degli aviatori.
È venerato come santo dalla Chiesa cattolica, che lo ricorda il 20 luglio è patrono di molte località italiane.
A Lauria (PZ) venne eretto dai monaci Basiliani, un eremo dedicato al Profeta frequentato dal Beato Domenico Lentini, sacerdote di quella città.
È considerato il maggiore taumaturgo fra i profeti biblici.

## Nell'islam
Elia (in arabo إيليا‎?, Īliyā o إلياس, Iliyās) compare nel Corano, nella Sura XXXVII:123-132, dove è elogiata la sua attività profetica contro i seguaci del dio pagano Baal e a vantaggio dell'unico Dio, e inoltre nella Sura VI:85 dove è elencato tra gli inviati di Dio. Elia era della religione di Mosè, visse nel IX secolo a.C., cioè 4-5 secoli dopo l'Esodo degli Ebrei dall'Egitto sotto la guida di Mosè. 
Simbolicamente viene talvolta accostato a un personaggio di grande rilevanza per l'Islam, al-Khiḍr (o al-Khaḍir), colui che accolse e consigliò Mosè quando fu in difficoltà presso Madian. Il più importante racconto coranico riguardante al-Khidr è contenuto nella sura XVIII (Sūrat al-Kaḥf, ovvero Sura della Caverna), vv. 59-81, che contiene anche altre due narrazioni di estrema rilevanza: quella riguardante i Sette Dormienti di Efeso e quella concernente Alessandro Magno (Dhu al-Qarnayn). Essendo al-Khaḍir un semplice epiteto (“il Verdeggiante”), il nome proprio che gli è più frequentemente attribuito dalla tradizione musulmana è quello di Balīyā ibn Malkān. Talora si è letto in Balīyā il nome Īliyā; e poiché Ilīyā è la forma siriaca del nome del profeta Elia, la cui versione greca è Ilīyās, secondo alcuni l'identità primitiva tra Khaḍir ed Īliyā sarebbe stabilita. Questa identità è stata tuttavia messa in questione, tanto da alcuni musulmani (Ibn ʿArabī contro Muqātil; Daḥḥāk) quanto da vari orientalisti (Goldziher contro Clermont-Ganneau). Presso i musulmani, la dicotomia deriva dal fatto che l'ĪIiyā coranico è un profeta e che non potrebbe essere collocato in una posizione più alta rispetto a un profeta legislatore come Mūsā. Si è obiettato che Khaḍir è preposto alle acque e Ilīyās alle terre. Ma è l'acqua che vivifica le terre (Corano, XI:31). Per queste notizie parafrasiamo parzialmente un testo di Louis Massignon.

## Nella letteratura moderna
Nell'Orlando furioso di Ludovico Ariosto, Elia si trova insieme a Enoch nel Paradiso Terrestre.

## Composizioni su Elia
Nel 1846, su commissione del Festival di Birmingham che ne ospitò la prima esecuzione diretta dall'autore, Felix Mendelssohn Bartholdy compose Elias, oratorio sulla vita di Elia.
Per il testo Mendelssohn si era servito di passi biblici scelti in collaborazione con l'amico pastore Julius Schubring.
Nel libro Monte Cinque (1998) di Paulo Coelho, l'autore narra da un punto di vista introspettivo la vita, i tormenti e le lotte del profeta, dall'esilio fino all'assunzione in cielo.